# Мафетенг

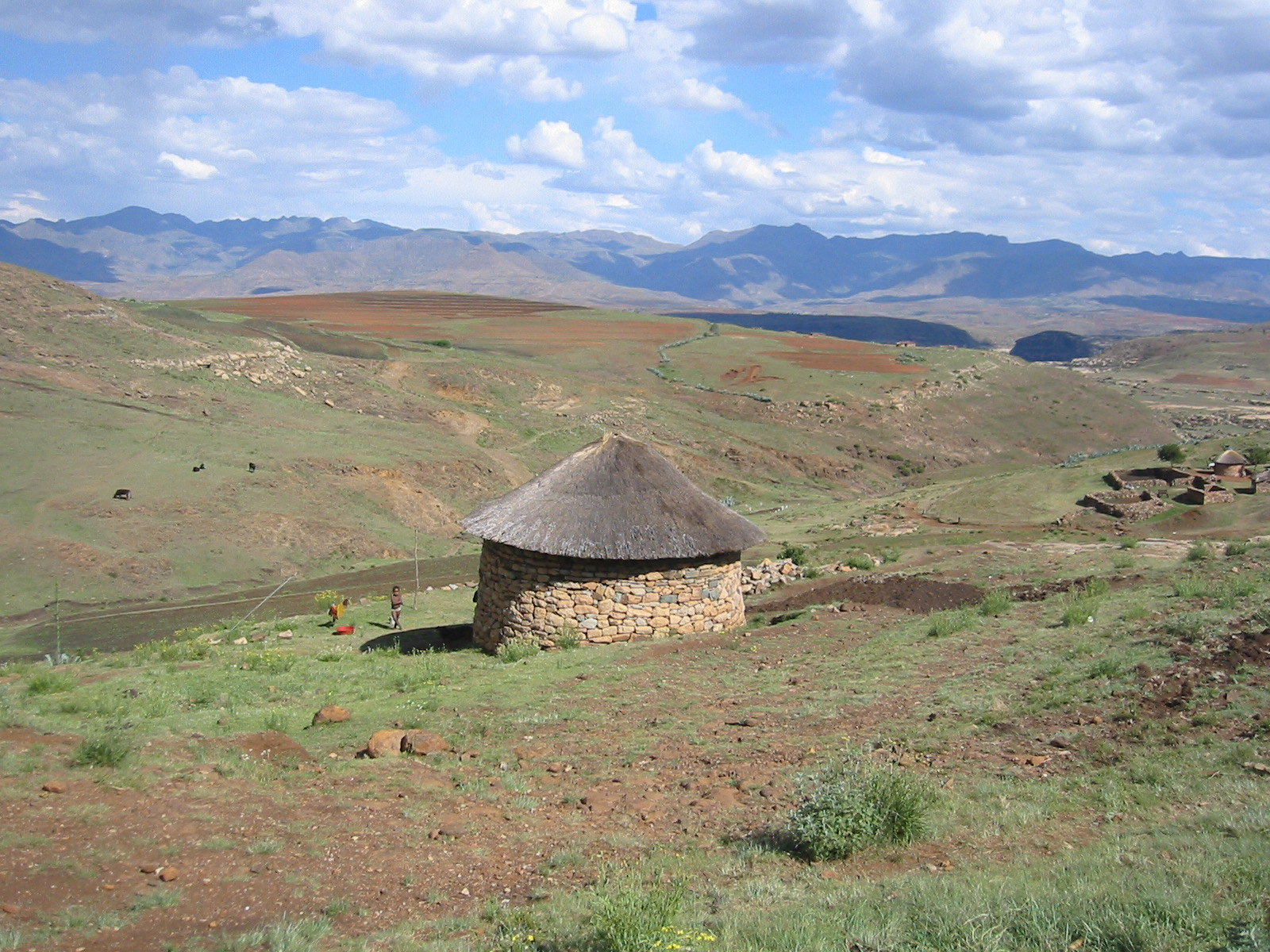
Домик на окраине города.

Мафетенг (сесото Mafeteng) — город на западе Лесото, в одноименном районе Мафетенг. Один из крупнейших городов Королевства Лесото.
Население — 36 000, в основном представители народа басуто.

## История
Город был основан в 1880 году как крепость, в тогдашнем британском протекторате Басутоленд. Впоследствии подвергался многочисленным набегам со стороны зулусов и буров.
В 1912 году Виллиамом Скоттом в городе был открыт фрезеровочный завод.
В 1966 году, после того, как британские войска покинули страну, город вошел в состав независимого государства Лесото.

## География
Мафетенг находится всего в 12 километрах от границы Южно-Африканской Республики. Город со всех сторон окружают горы и реки. Недалеко от Мафетенга находится единственный Национальный Парк Лесото, открывшийся после независимости королевства.

## Экономика
В городе находятся два отеля, развивается текстильная промышленность.
Однако экономически Мафетенг очень беден, люди уезжают на заработки в соседний ЮАР, чтобы заработать хоть что-то. Электричества в городе почти нет, в отличие от столицы Лесото Масеру.
Единственный завод в Мафетенге был открыт 104 года назад, в 1912 году.